# 萊因哈特鎮區 (堪薩斯州迪金森縣)
萊因哈特鎮區（英語：Rinehart Township）為美國堪薩斯州迪金森縣轄下的鎮區。2010年美国人口普查中此鎮區人口有212人。

## 地理
萊因哈特鎮區涵蓋總面積為93.4平方（36.06平方英里），其中陸地面積為93.0平方（35.91平方英里），水域面積為0.39平方（0.15平方英里）或0.42%。海拔高度382（1,253英尺）。

## 人口統計
根據2010年美國人口普查，萊因哈特鎮區人口有212人，其中男性有109人，女性有103人，人口密度為每平方公里2.27人，住房計88戶。鎮區內的白人有201人，非裔美國人有5人，美洲原住民有1人，亞裔美國人有0人，太平洋島裔美國人有0人，其他種族有0人，混血種族則有5人。此外鎮區內有5人為西班牙裔或拉丁裔美國人。此鎮區之年齡中位數為42.7歲，而男性年齡中位數為41.5歲，女性年齡中位數為45.3歲。